# 破軍星戦記
『破軍星戦記』（はぐんせいせんき）は、CLAMPによる日本の漫画作品。

## 概要
『KID'S』（ふゅーじょんぷろだくと）のVol.6～8、Vol.10に4回だけ連載された。Vol.5に予告、Vol.9に総集編が掲載。雑誌自体が廃刊している上、未完成作品なので単行本化されていない。キャラクターの設定、名称等は「南総里見八犬伝」をモチーフにしていると思われる。

## 登場人物

### 里見八犬士
風江冬馬（かざえ とうま）
CLAMP学園高等部1年Z組。前世は「仁」の珠を持つ犬江親兵衛。唯一前世の記憶が戻らないが、夢で前世の出来事を見る。常人離れした運動神経と反射神経を持つ。武器は大刀『村雨丸』。
龍川幸多郎（たつかわ こうたろう）
CLAMP学園高等部2年Z組。前世は「義」の珠を持つ犬川荘助。人あたりが良く、人懐っこい。同級の摩沙巳と行動を共にすることが多い。使用武器は槍。
鷹村蘇芳（たかむら すおう）
CLAMP学園小等部4年Z組。前世は「礼」の珠を持つ犬村大角。忍者の家系で、最年少ながら武芸に優れ、何事においても人一倍冷静沈着。愛用の武器は苦無。別作品の『CLAMP学園探偵団』では小学5年生に進級している。
凰坂朋（おおさか ともえ）
CLAMP学園高等部3年Z組。前世は「智」の珠を持つ犬坂毛野。物腰優雅な女性で、高等部弓道部の部長を務める。前世での繋がりから麒飼遊人を「おにいさま」と呼んでいる。使用武器は弓矢であり高等部弓道部の部長を務めている。『X』のドラマCDで遊人の妹として名前のみ出演。
虎山 摩沙巳（こやま まさみ）
CLAMP学園高等部2年Z組。前世は「忠」の珠を持つ犬山道節。野性味あふれるが頑固。冬馬の記憶が戻らないことを誰よりも気にかけており幸多郎から『冬馬のママ』と言われてしまう程に過保護。武器は刃の付いた左手の籠手。
麒飼遊人（きがい ゆうと）
CLAMP学園大学部2年生。前世は「信」の珠を持つ犬飼現八。性格はおっとり、そして頭脳明晰。蘇芳、志勇と並んで犬士達のブレイン役。前世での繋がりから凰坂朋に「おにいさま」と呼ばれている。距跋渉毛に似た武器を使用。『X』にも登場している。
孔塚葵（くづか あおい）
CLAMP学園小等部3年Z組。前世は「孝」の珠を持つ犬塚信乃。少々短気。思ったことをハッキリと言う性格。身軽で活動的美少女。同性である朋と仲が良い。棘付の手甲を身に着けている。
玄田志勇（げんだ しゆう）
CLAMP学園高等部古典教師であり高等部1年Z組の担任。前世は「悌」の珠を持つ犬田小文吾。落ち着いた雰囲気を持つ最年長犬士。愛用の武器は十文字槍。冬馬を陰ながら保護する。

### 妖怪玉梓
玉梓（たまずさ）
転生後はCLAMP学園幼等部に在籍。名前は不明。外見は『CLAMP学園探偵団』の梓夜凪砂だが、性格がかなり異なる。前世の恨みを晴らさんと冬馬達八犬士に攻撃を仕掛ける。
神楽（かぐら）
玉梓の側近。CLAMP学園高等部音楽教師。
明陽、暮陽（あけひ、くれひ）
玉梓の部下の双子。高等部に在籍している。鈴を使って幻覚を見せ相手を倒す技を持つ。

### その他
司郎冬風（しろう ふゆかぜ）
CLAMP学園高等部の眼鏡を掛けた新任数学教師。前世は八房であり妖刀『村雨丸』を操る。なお苗字が酷似しているが『X』の司狼神威とは関係ない。
伏姫（ふせひめ）
冬馬の前世、犬江親兵衛の双子の妹。単身馬で遊びに行ってしまうような活発な姫。出掛け先で襲われた所を助けてくれた物の怪･八房に恋をしてしまう。兄と対の小刀『村雨丸』を持つ。転生後の姿は不明だが、CLAMP学園の生徒らしい。

## 備考
この作品では、CLAMP学園は5角形で、所在地も湾岸ではない。